# Nationaal Park Karpaten
Nationaal Park Karpaten (Oekraïens: Карпатський національний природний парк) is gelegen in het Karpatengebergte in de oblast Ivano-Frankivsk van Oekraïne. Het park werd gecreëerd op 3 juni 1980. De hoogte piek van Oekraïne, Hoverla (2.061 m), ligt aan de rand van het nationaal park en wordt gedeeld met het naastgelegen Karpatisch Biosfeerreservaat.

## Flora en fauna
Het park is gelegen in het noordoosten van de Oekraïense Karpaten en varieert qua hoogte tussen de 500 en 2.061 meter boven zeeniveau. De bossen in het gebied worden vooral gevormd door fijnsparren (Picea abies) en verbonden tussen beuken (Fagus sylvatica) en gewone zilversparren (Abies alba). In de bossen leven zoogdieren als bosslaapmuis (Dryomys nitedula), zevenslaper (Glis glis), wolf (Canis lupus), Euraziatische lynx (Lynx lynx), bruine beer (Ursus arctos), edelhert (Cervus elaphus), das (Meles meles), boommarter (Martes martes) en Europese wilde kat (Felis silvestris). Langs rivieren leven daarnaast ook otters (Lutra lutra) en zwemmen vissen als beekforel (Salmo trutta fario). In de subalpiene zone groeien vooral grove dennen (Pinus sylvestris) en groene els (Alnus viridis). Boven de boomgrens zijn alpenweiden, rotsblokken en kliffen te zien. Onder de planten bevinden zich soorten als rozewortel (Rhodiola rosea), kruidwilg (Salix herbacea), zilverkruid (Dryas octopetala), Pulmonaria filarszkyana, valkruid (Arnica montana) en dennenwolfsklauw (Huperzia selago). Zeldzame vogels in het N.P. Karpaten zijn onder andere het auerhoen (Tetrao urogallus), zwarte ooievaar (Ciconia nigra), steenarend (Aquila chrysaetos), kwartelkoning (Crex crex) en notenkraker (Nucifraga caryocatactes).

## Klimaat
De jaarlijkse gemiddelde temperatuur in Nationaal Park Karpaten is 6 °C. Er valt jaarlijks tussen de 800 en 1.400 mm  neerslag.

## Afbeeldingen

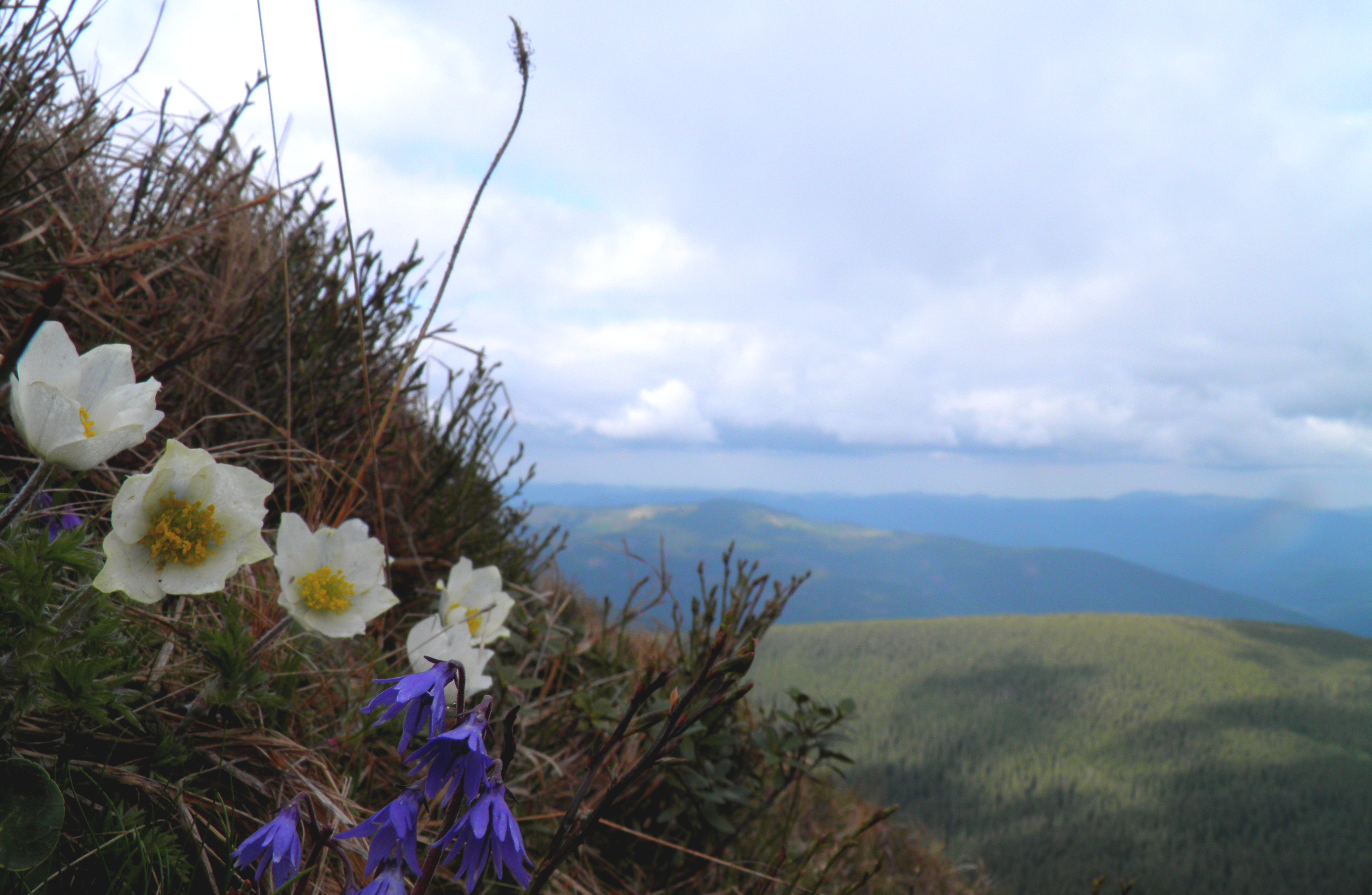
Alpiene flora in Nationaal Park Karpaten.
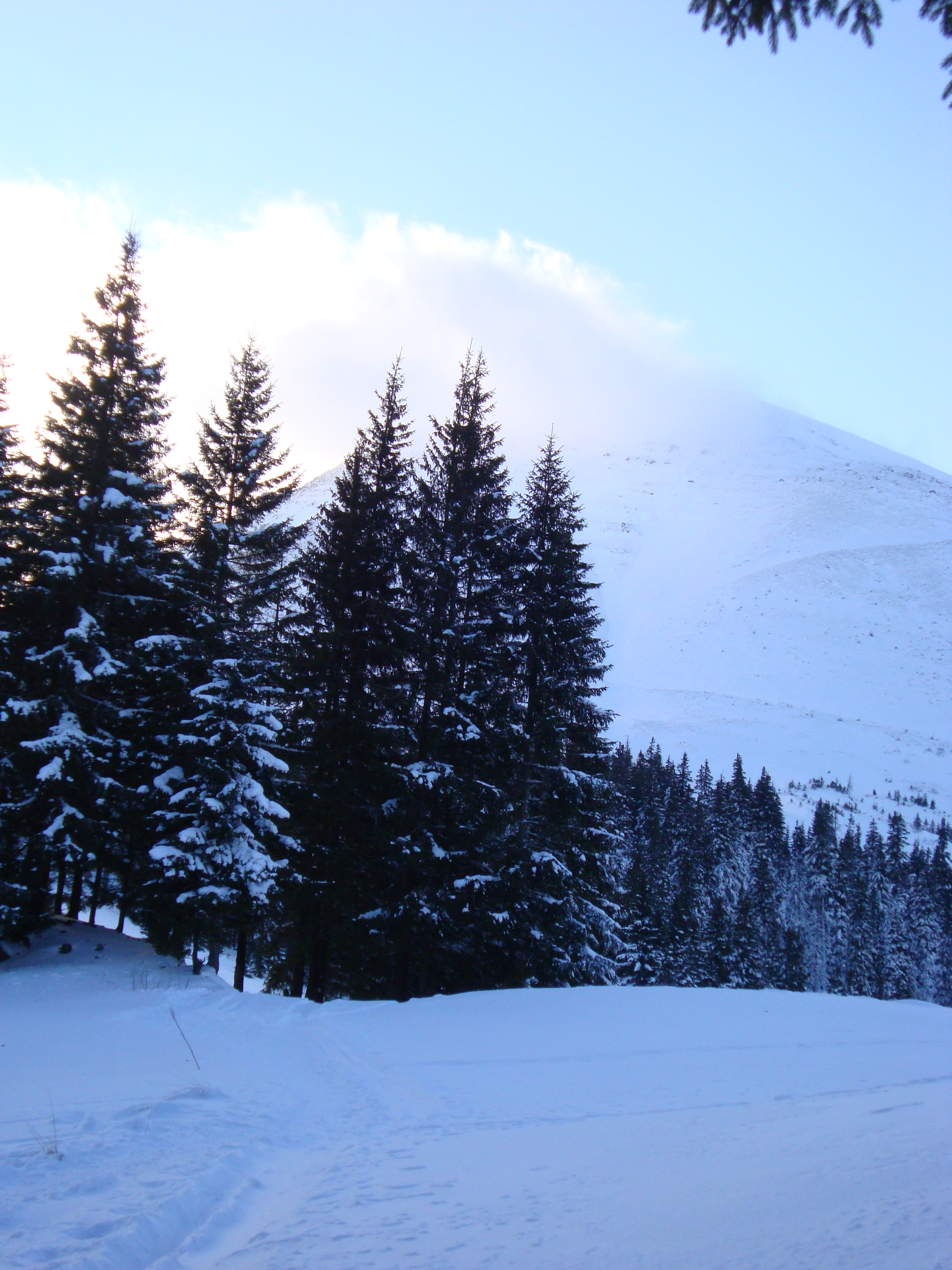
Winterse situatie.
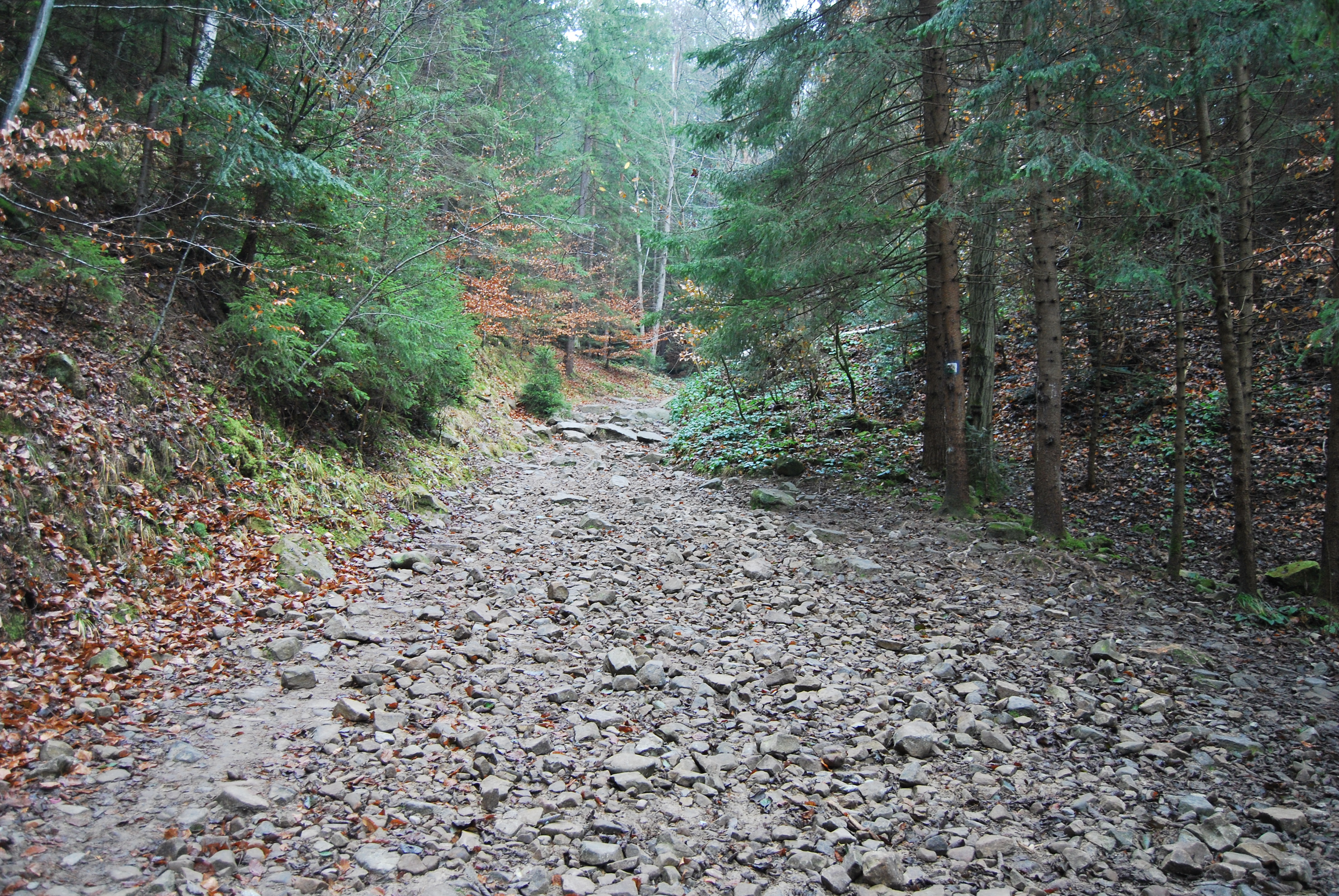
Bospad door fijnsparrenbos.
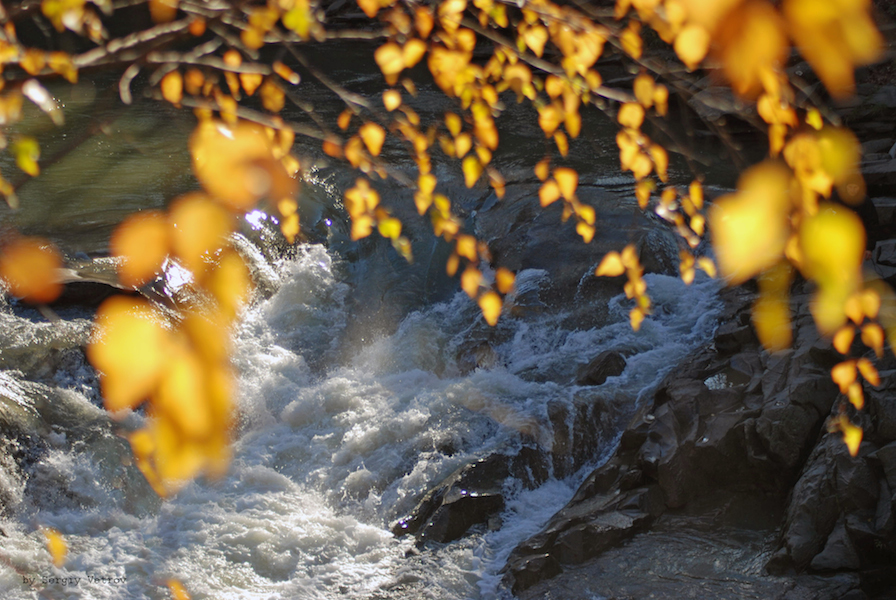
De rivier Proet.
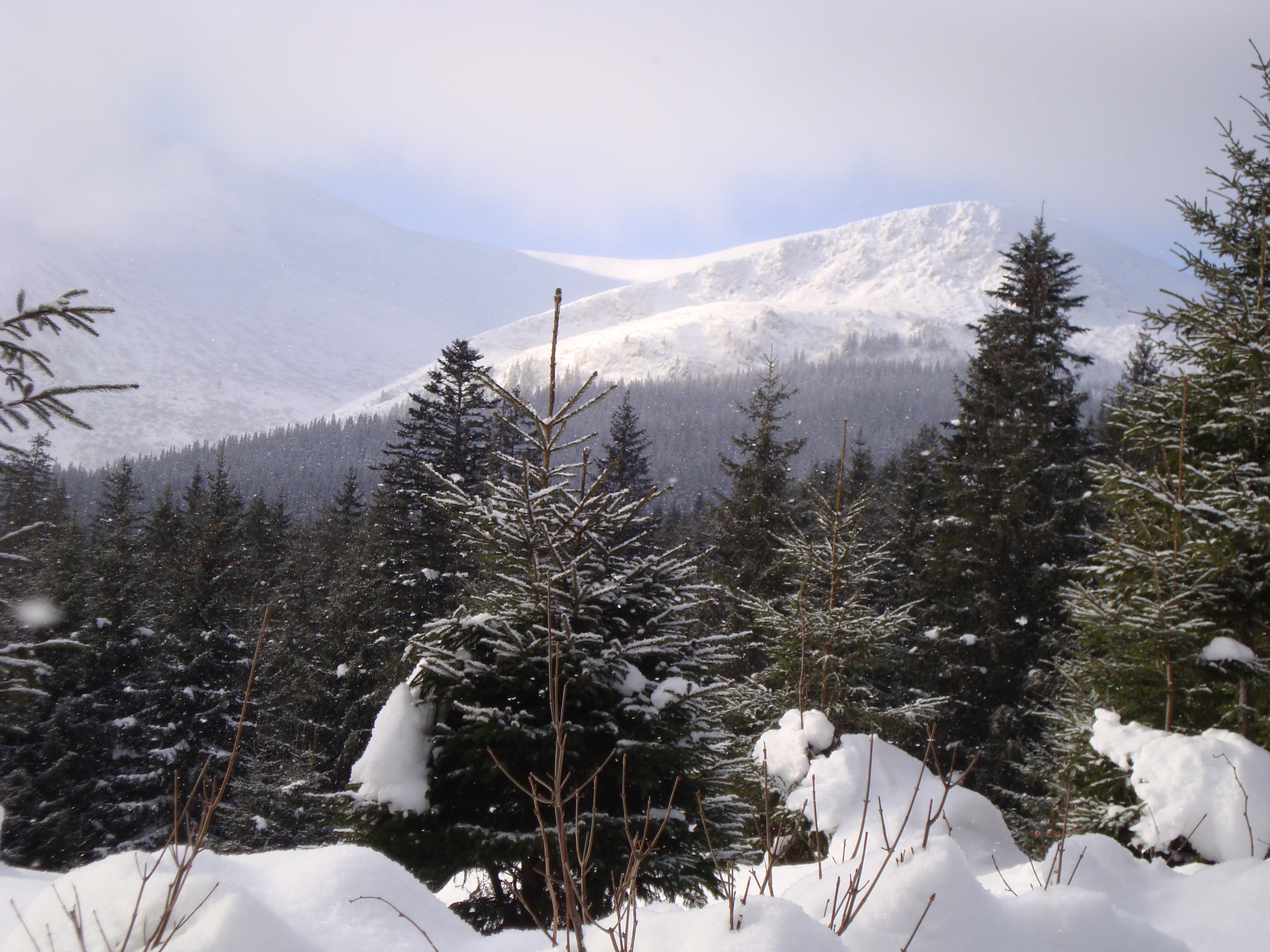
Winterse situatie.
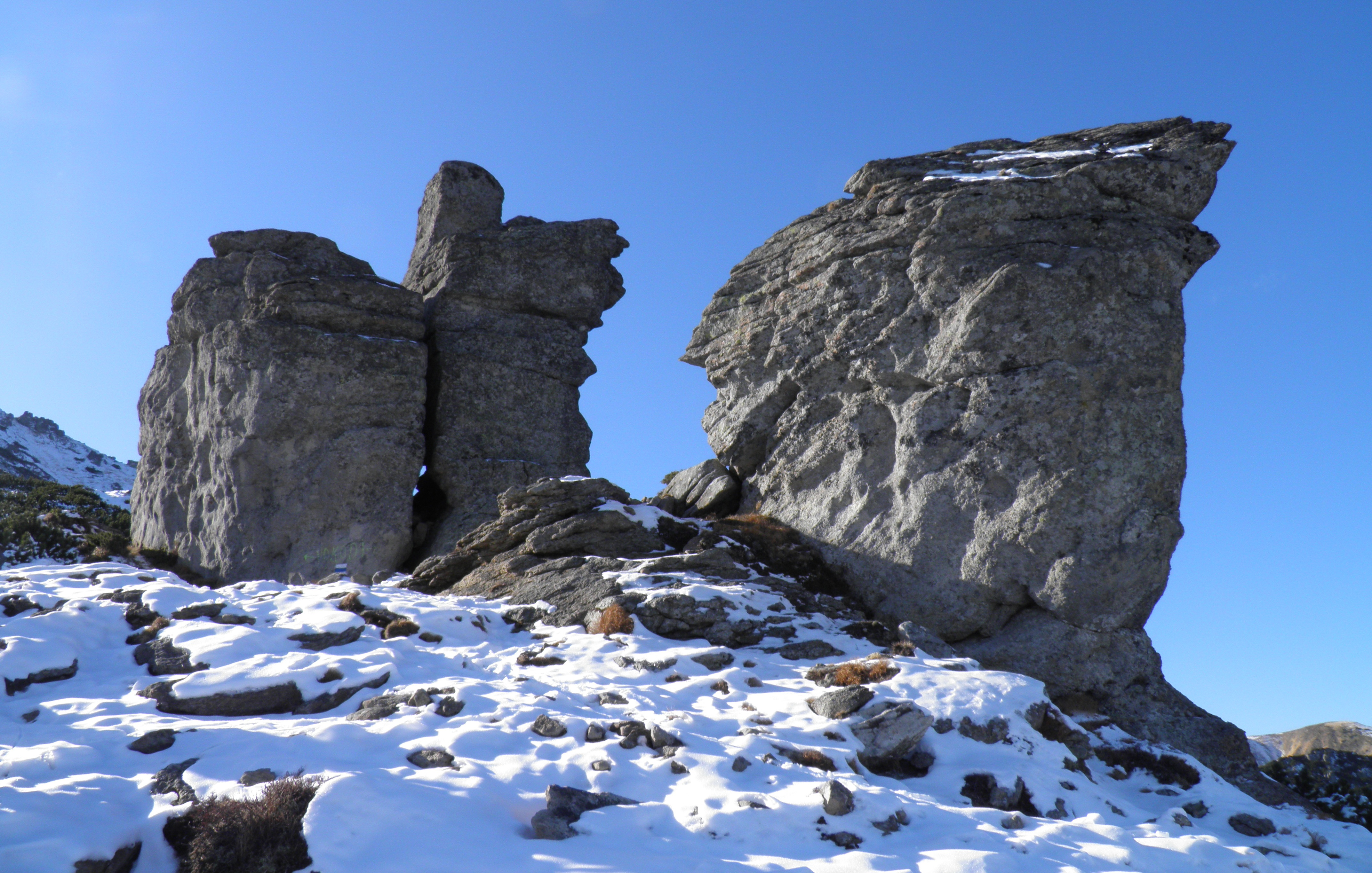
Rotsblok in het hooggebergte.
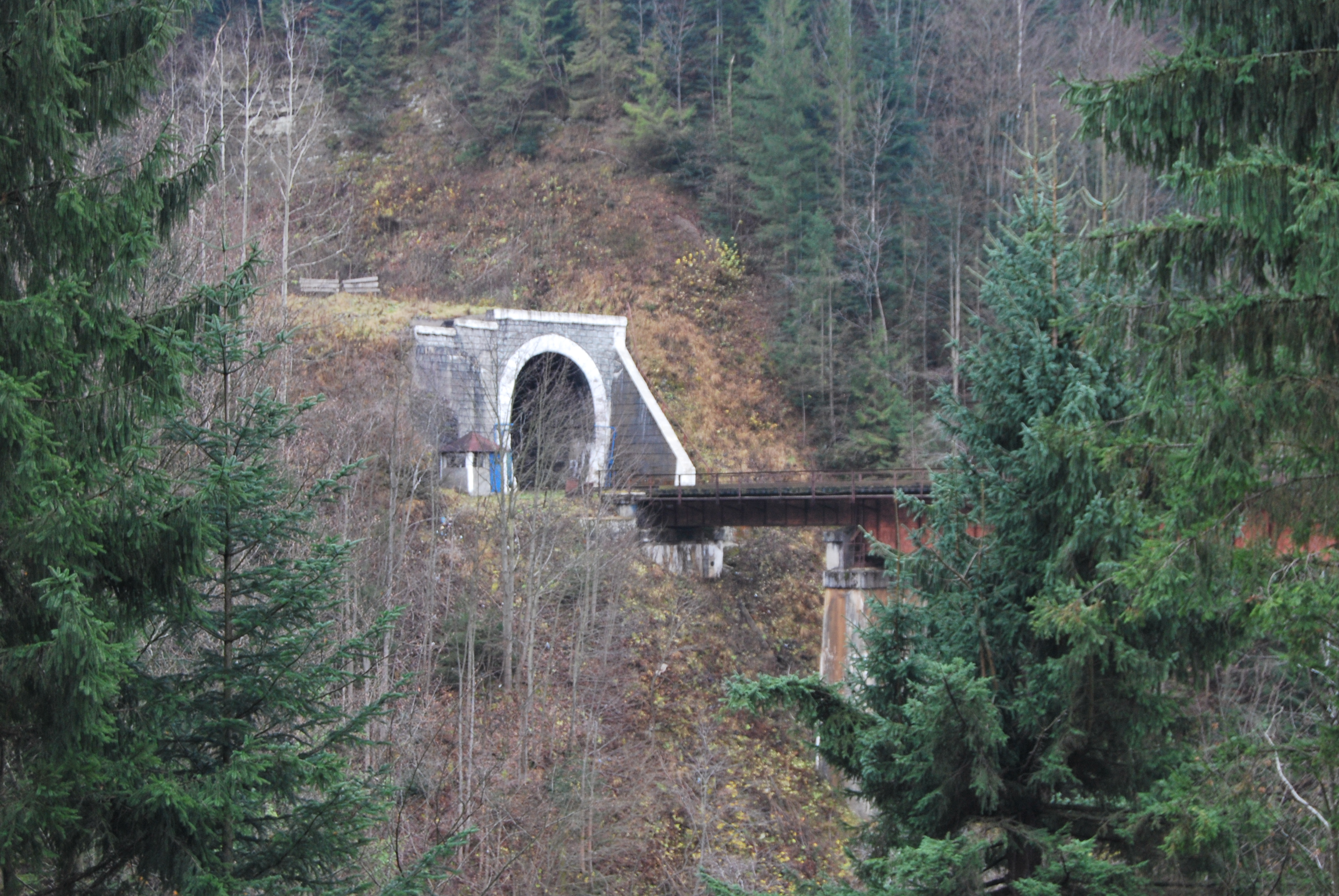
Spoorlijn.
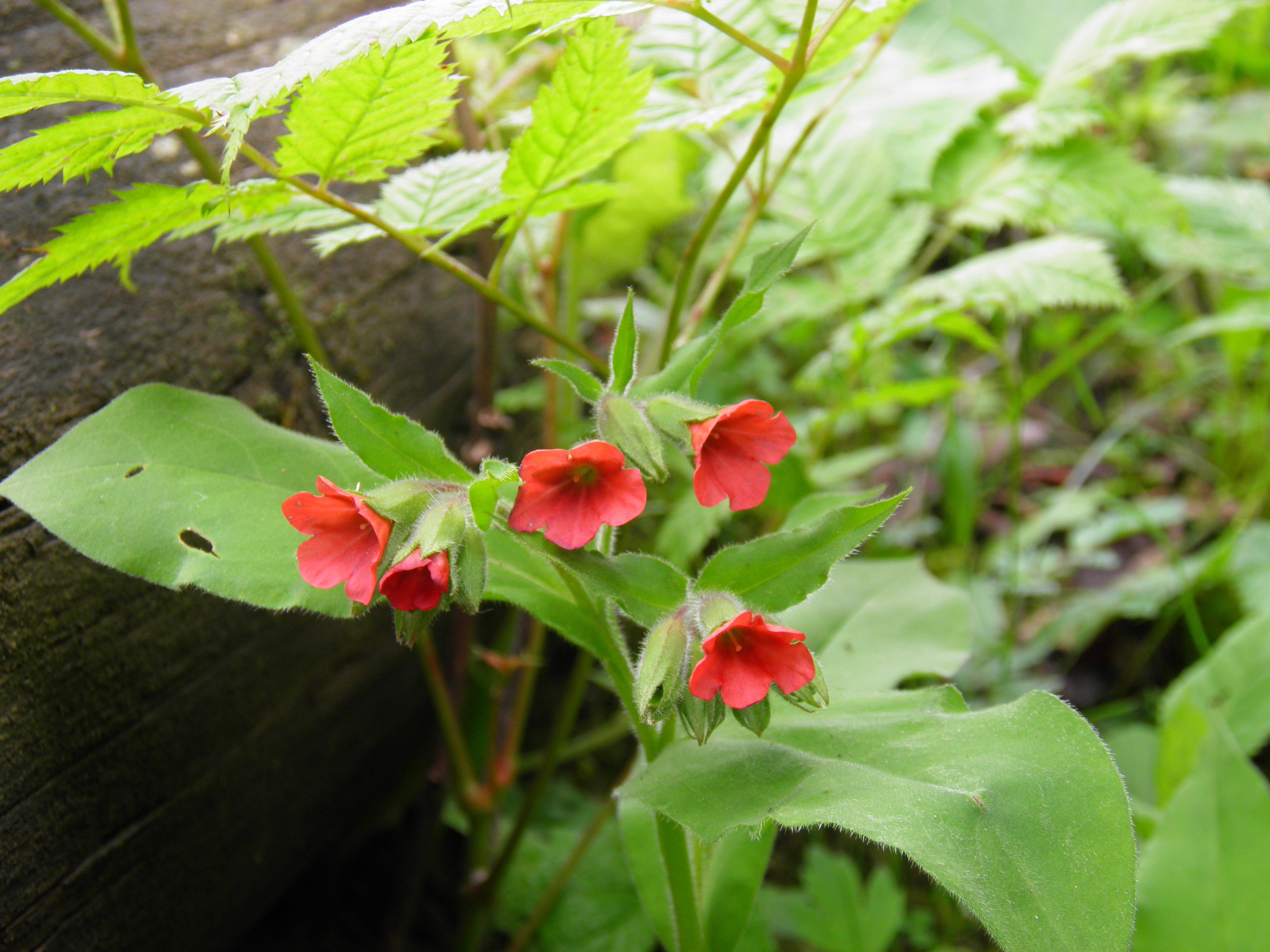
Pulmonaria filarszkyana.
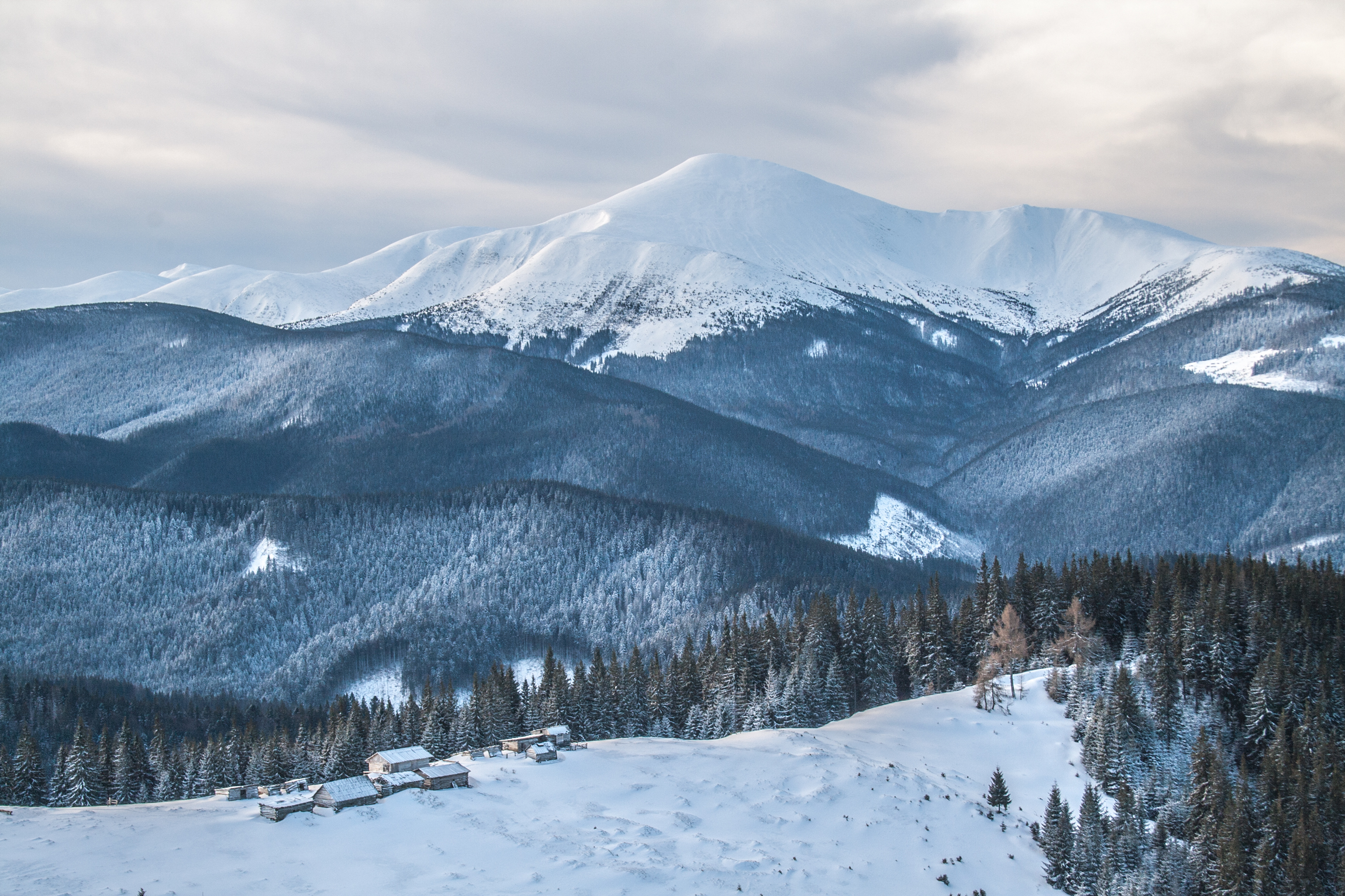
Uitzicht op Hoverla.
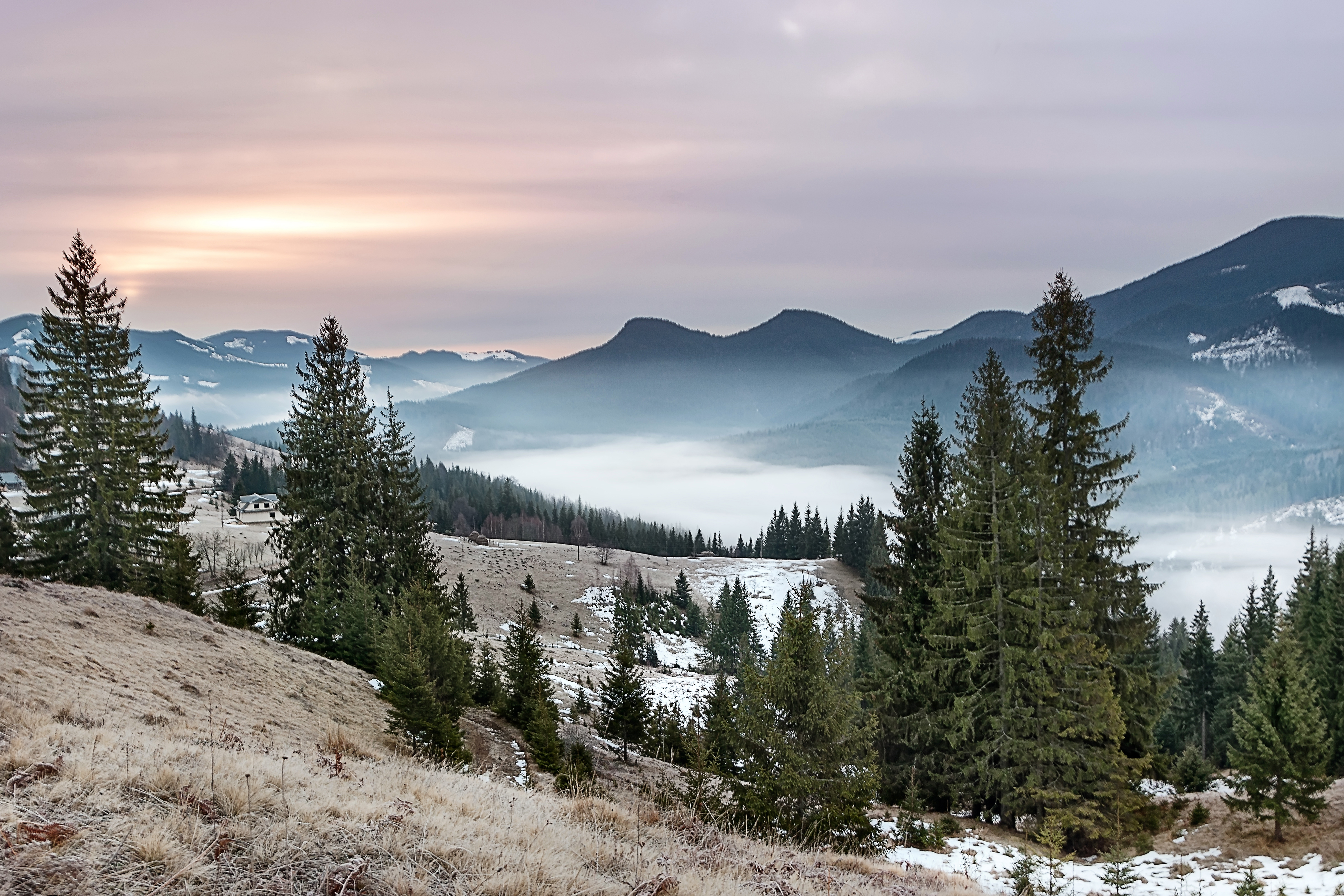
Zonsopgang boven Nationaal Park Karpaten.

...
Boezky Hard · 
Chotynsky · 
Desnjansko-Starohoetsky · 
Homilsjanski Lisy · 
Karmeljoek-Podolië · 
Karpaten · 
Noord-Podolië · 
Oezjansky · 
Podilski Tovtry · 
Synevyr · 
Skolivski Beskydy · 
Toezlovski Lymany · 
Tsoemanska Poesjtsja · 
Zalissja
...